# آنا از بروکلین
آنا از بروکلین (ایتالیایی: Anna di Brooklyn) فیلمی به کارگردانی ویتوریو دسیکا است که در سال ۱۹۵۸ منتشر شد.

## بازیگران
- جینا لولوبریجیدا
- ویتوریو دسیکا
- دیل رابرتسون
- آمدئو ناتزاری
- پپینو د فیلیپو
- گابریلا پالوتا
- ترنس هیل
- فائوستو گوئرتسونی
- کارلو ریتسو